# لحام موجي
اللحام الموجي هو عملية صناعية تتضمن إجراء لحام بالقصدير من أجل تصنيع لوحة الدارات المطبوعة. تمرر لوحة الدارة على إناء يحوي مصهور سبيكة لحام القصدير بالإضافة إلى مضخة تشكل أمواج راكدة من ذلك المصهور. عندما تصبح لوحة الدارة على تماس مع الأمواج، فإن ذلك يؤدي إلى لحام المكونات إلى اللوحة.
يستخدم اللحام الموجي في تقانة التركيب السطحي؛ وتتكون سبيكة لحام القصدير من 50% قصدير و49.5% رصاص و0.5% إثمد.